# Centro Histórico de Vila Bela da Santíssima Trindade
O Centro Histórico de Vila Bela da Santíssima Trindade é um bem tombado localizado no município de Vila Bela da Santíssima Trindade, no Mato Grosso.
O Centro Histórico conta com ruas de paralelepípedos e é repleto de casarões de estilo coloniais.
Foi tombado como patrimônio histórico em 1984 través da portaria n.° 22/1984 publicada e 10 de setembro daquel ano.